# Затишне (Баштанський район)
Затишне (до 2025 — Родники) — село в Україні, в Інгульській сільській громаді Баштанського району Миколаївської області. Населення становить 260 осіб.

## Історія
05 червня 2025 року відповідно до Постанови Верховної Ради України № 4483-IX село Родники було перейменовано на село Затишне. Постанова набула чинності 18 червня 2025 року.

## Населення
Згідно з переписом УРСР 1989 року чисельність наявного населення села становила 203 особи, з яких 91 чоловік та 112 жінок.
За переписом населення України 2001 року в селі мешкало 260 осіб.

### Мова
Розподіл населення за рідною мовою за даними перепису 2001 року:
| Мова       | Відсоток |
| ---------- | -------- |
| українська | 47,31 %  |
| російська  | 6,15 %   |
| білоруська | 1,15 %   |
| молдовська | 0,38 %   |
| інші       | 45,01 %  |